# Aneta Langerová
Aneta Langerová (Benešov, 29 november 1986) is een Tsjechische pop-rockzangeres. Op zeventienjarige leeftijd werd zij nationaal bekend door het televisieprogramma Česko hledá SuperStar (de Tsjechische versie van Idols). Sindsdien heeft ze drie studioalbums, twee livealbums en een dvd uitgebracht. De teksten zijn voornamelijk in het Tsjechisch.

## Discografie

### Studioalbums
- 2004 – Spousta andělů (veel engelen)
- 2007 – Dotyk (contact)
- 2009 – Jsem (ik ben)
- 2014 - Na radosti (de vreugden)

### Livealbums
- 2005 – Spousta andělů – Koncert
- 2012 – Pár míst…

### DVD
- 2005 – Spousta andělů...na cestě